# Sandro Viana
Sandro Viana, född 26 mars 1977, är en friidrottare från Brasilien. Han deltog vid olympiska sommarspelen 2008 och olympiska sommarspelen 2012.